# Euphaedra sarita
Euphaedra sarita är en fjärilsart som beskrevs av Sharpe 1891. Euphaedra sarita ingår i släktet Euphaedra och familjen praktfjärilar. Inga underarter finns listade i Catalogue of Life.